# Tony Hsieh

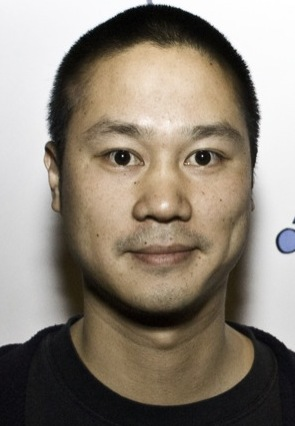
Tony Hsieh (2009)

Tony Hsieh (* 12. Dezember 1973 in Urbana, Illinois; † 27. November 2020 In Bridgeport, Connecticut) war ein US-amerikanischer Internet-Unternehmer und Risikokapital-Investor. Er war bis 2020 CEO des Online-Schuh- und Kleidungshändlers Zappos. Zuvor war er Mitgründer des Internet-Werbenetzwerks LinkExchange, das er 1998 für 265 Millionen US-Dollar an Microsoft verkaufte.

## Leben und Wirken

### Herkunft und Ausbildung
Hsieh wurde als Sohn des Chemieingenieurs Richard und der Sozialarbeiterin Judy Hsieh geboren, die als Immigranten aus Taiwan in die USA kamen. Hsiehs Familie zog nach Kalifornien, als er fünf Jahre alt war, wo er in der San Francisco Bay Area gemeinsam mit zwei jüngeren Brüdern aufwuchs.  1995 schloss Hsieh sein Informatik-Studium an der Harvard University ab. Während seines Studiums verkaufte er Pizza an die Mitbewohner des Studentenwohnheims; sein bester Kunde, Alfred Lin, wurde später Zappos Finanz- und Operativchef (Chief Financial Officer und Chief Operating Officer). Nach dem Studium arbeitete Hsieh fünf Monate lang für Oracle und gründete anschließend das Werbenetzwerk LinkExchange.

### LinkExchange
1996 begann Hsieh an der Idee eines Werbenetzwerkes zu arbeiten, das er LinkExchange nannte. Die Mitglieder durften ihre Website über das Netzwerk von LinkExchange bewerben, indem sie Bannerwerbung auf der Website einblendeten. Das Netzwerk startete im März 1996, mit Hsieh als CEO, und fand die ersten 30 Kunden, indem das Unternehmen Webmastern direkt E-Mails schickte. Die Website wuchs und innerhalb von 90 Tagen hatte LinkExchange über 20.000 teilnehmende Webseiten und ließ seine Bannerwerbung über 10 Millionen Mal einblenden. Bis 1998 hatte die Website über 400.000 Mitglieder und 5 Millionen Anzeigen, die täglich ausgespielt wurden. Im November 1998 wurde LinkExchange dann für 265 Millionen US-Dollar an Microsoft verkauft.

### Zappos
1999 trat Nick Swinmurn mit der Idee an Hsieh und Lin heran, Schuhe online zu verkaufen. Hsieh war zunächst skeptisch und löschte beinahe Swinmurns ursprüngliche Mailbox-Nachricht. Nachdem Swinmurn erwähnte, dass Schuhe in den USA ein 40-Milliarden-Dollar-Markt seien und 5 % davon bereits über postalische Versandkataloge verkauft würden, beschlossen Hsieh und Lin, über ihr Unternehmen Venture Frogs zu investieren. Zwei Monate später stieß Hsieh als CEO zu Zappos und erzielte im Jahr 2000 einen Gesamtumsatz von 1,6 Millionen US-Dollar. Im Jahr 2009, keine zehn Jahre später, erreichten die Umsätze die Marke von 1 Milliarde US-Dollar.
Ohne einen Präzedenzfall, an dem er sich orientieren konnte, entwickelte Hsieh Methoden, wie man den Kunden beim Online-Einkauf ein Gefühl der Sicherheit und des Wohlbefindens vermitteln kann. Zappos bot kostenlosen Versand und kostenlose Rücksendungen an, manchmal auch von mehreren Paar Schuhen. Hsieh überdachte die Organisationsstruktur von Zappos und 2013 wurde das Unternehmen für eine Zeit zu einer sogenannten Holokratie, in der u. a. keine Berufsbezeichnungen geführt wurden, was seinen Glauben an die Mitarbeiter und ihre Fähigkeit zur Selbstorganisation widerspiegelte. Das Unternehmen stellte nur etwa 1 % aller Bewerber ein. Benannt nach dem spanischen Wort für Schuhe, „zapatos“, wurde Zappos regelmäßig vom Fortune-Magazin als eine der besten Firmen ausgezeichnet.
Hsieh spielte gerne Poker und verlegte den Hauptsitz von Zappos zunächst nach Henderson, Nevada, und schließlich in die Innenstadt von Las Vegas.
Am 22. Juli 2009 gab Amazon die Übernahme von Zappos zu einer Bewertung von etwa 1,2 Milliarden US-Dollar bekannt. Hsieh soll aus dem Verkauf mindestens 214 Millionen US-Dollar eingenommen haben, wobei das Geld, das er über seine frühere Investmentfirma Venture Frogs erhielt, darin nicht eingeschlossen ist.
Sein Vermögen betrug Schätzungen zufolge im Jahr 2012 ca. 840 Millionen US-Dollar. Im August 2020 trat Hsieh nach 21 Jahren an der Spitze von Zappos als CEO in den Ruhestand.
Hsieh wohnte größtenteils in Downtown Las Vegas, besaß jedoch auch ein Haus in Southern Highlands, Nevada.

### Tod
Am Morgen des 18. November 2020 wurde Hsieh durch einen Hausbrand in New London, Connecticut, verletzt. Berichten zufolge wurde er während eines Besuchs bei der Familie zu  Thanksgiving durch ein Feuer im Untergeschoss des Hauses eingeschlossen, woraus ihn die Feuerwehr befreite. Hsieh wurde in eine Spezialklinik für Brandverletzungen, das Connecticut Burn Center im Bridgeport Hospital, gebracht, wo seine Verletzungen durch den Brand und die Inhalation des Rauchs behandelt wurden. Dort starb er am 27. November 2020.

## Auszeichnungen
Hsieh war Mitglied des Harvard University-Teams, das 1993 den ACM International Collegiate Programming Contest in Indianapolis gewann, als erstes unter 31 Teilnehmern. Er wurde 2007 von Ernst & Young als Entrepreneur of the Year in Northern California ausgezeichnet.

## Publikationen
In seinem Buch Delivering Happiness beschreibt er seinen unternehmerischen Werdegang. Das Buch wurde in vielen weltweiten Publikationen, u. a. The Washington Post, CNBC, TechCrunch, The Huffington Post und dem The Wall Street Journal thematisiert. Das Buch landete direkt nach der Veröffentlichung auf Platz 1 der New York Times Best Seller Liste und hielt sich 27 Wochen in Folge auf der Liste.